# Comitè de Vigilància de Hèlsinki d'Ucraïna
El Comitè de Vigilància de Hèlsinki d'Ucraïna o Grup Hèlsinki-Ucraïna (ucraïnès Українська Гельсінська Група) fou un grup de dissidents d'Ucraïna fundat el novembre de 1976 amb la finalitat de vigilar els drets humans a Ucraïna. El grup va estar actiu fins a 1981, quan van ser detinguts tots els seus membres.
L'objectiu del grup era vigilar el compliment pel govern soviètic dels acords de Hèlsinki, que garantien els drets humans. Els membres del grup basaven la seva viabilitat jurídica en la disposició de l'Acta Final de Hèlsinki, en el Principi VII, que estableix els drets de les persones a conèixer i actuar sobre els seus drets i deures.

## Activitat
Des dels primers dies el grup va patir la repressió de les autoritats soviètiques. Quatre dels seus 10 membres fundadors van ser enviats a presó per participar en el treball de defensa dels drets humans.
Des de 1977, el Grup Hèlsinki-Ucraïna va reprendre les seves activitats amb la participació de Petrò Hrihorenko (Петро́ Григо́рович Григоре́нко), Nadia Svitlitxna (Наді́я Олексі́ївна Світли́чна), Leonid Pliusx (Плющ, Леонід Іванович) i més tard Nina Antònivna Strokata (Строката, Ніна Антонівна, també Nina Strokata-Karavanska). Nadia Svitlitxna va començar a exposar les violacions dels drets humans a Ràdio Svoboda.
A final de 1979, sis membres del grup van ser forçats a emigrar, a altres dissidents d'Ucraïna no se'ls va permetre emigrar. Les autoritats soviètiques utilitzaren la medicina amb finalitats punitives en els seus esforços per restringir el moviment pels drets humans. Alguns membres del Grup Hèlsinki-Ucraïna --Oksana Meixkó (Оксана Яківна Мешко), Vassil Stus (Васи́ль Семе́нович Сту́с), Petrò Sitxko (Січко, Петро Васильович) i el seu fill Vassol (Січко, Василь Петрович)-- van experimentar l'amenaça del terror psiquiàtric. Hanna Mikhàilenko (Ганна Михайленко), que era una simpatitzant del grup, havia estat internada en una presó psiquiàtrica el 1980. La utilització insuficient de l'atenció mèdica als camps i les presons soviètiques va causar la mort posteriorment dels membres Oleksí Tikhi (Оле́кса o Олексі́й Іва́нович Ти́хий) i Vassil Stus.
El 1982 es va crear el Grup d'Iniciativa per a la Defensa dels Creients i l'Església com a part del Grup Hèlsinki-Ucraïna. Els seus promotors, Iòssip Terèlia (Йо́сип Тереля) i Vassil Kóbriny van ser condemnats el 1985. Alguns presos polítics fora d'Ucraïna (l'estonià Mart Niklus i el lituà Viktoras Petkus) van anunciar la seva adhesió simbòlica al grup el 1983.
Segons estimacions de Vassyl Ovsienko, en el grup hi participaren 41 persones. Prop de 27 d'ells van ser condemnats per les autoritats soviètiques a penes de presó i camp per la pertinença a l'associació. Van passar un total d'uns 170 anys de presó, hospitals psiquiàtrics i exili.
A les eleccions al Parlament d'Ucraïna de 1990 va formar part del Bloc Democràtic. Posteriorment, molts dels seus membres es van unir al Partit Republicà Ucraïnès "Assemblea" el 1990. El 2004 es va crear la Unió Ucraïnesa de Hèlsinki pels Drets Humans com a associació pública d'organitzacions de drets humans.

## Membres destacats
- Viatxeslav Txornovil (В'ячесла́в Макси́мович Чорнові́л)
- Mikola Horbal (Мико́ла Андрі́йович Го́рбаль)
- Vitali Kalinitxenko (Калиниченко, Віталій Васильович)
- Ivan Kandiba (Кандиба, Іван Олексійович)
- Iaroslav Lèssiv (Яросла́в Васи́льович Ле́сів)
- Levkò Lukiànenko (Лук'яненко, Левко Григорович)
- Valeri Martxenko
- Miroslav Marinòvitx (Маринович, Мирослав Франкович)
- Mikola Matussèvitx (Матусевич, Микола Іванович)
- Oksana Meixkò (Мешко, Оксана Яківна)
- Mart Niklus
- Vassil Ovsienko (Васи́ль Васи́льович Овсіє́нко)
- Viktoras Petkus
- Leonid Pliusx (Плющ, Леонід Іванович)
- Oksana Popovitx
- el Patriarca Volodímir (Romaniuk)
- Mikola Rudenko (Руденко, Микола Данилович)
- Iuri Xukhèvitx
- Danilo Xumuk
- Vassil Striltsiv
- Vassil Stus (Васи́ль Семе́нович Сту́с)
- Nadia Svitlitxna (Наді́я Олексі́ївна Світли́чна)
- Oleksi Tikhi (Тихий, Олексій Іванович)
- Iòssif Zíssels (Йо́сиф Самуї́лович Зі́сельс)
- Petrò Hrihòrenko (Григоренко, Петро Григорович)
- Oleksandr Berdnik (Бердник, Олександр Павлович)
- Nina Antònivna Strokata, també Nina Strokata-Karavanska(Строката, Ніна Антонівна)
- Zenovi Krassivski (Зено́вій Миха́йлович Красі́вський)
- Ivan Sokulski (Іва́н Григо́рович Соку́льський)
- Stefània Xabatura (Стефа́нія Миха́йлівна Шабату́ра)